# Памятник ледоколу «Ермак»
Памятник ледоколу «Ермак» — памятник-мемориал легенде российского и советского ледокольного флота — ледоколу «Ермак», расположенный у торца мурманского краеведческого музея. Представляет собой комплекс из монументального мозаичного полотна на стене здания и якоря у подножия на постаменте.

## История
Прослуживший в рядах флота 64 года и ставший легендарным ледокол «Ермак» в 1963 году был списан ввиду своей обветшалости. Жители Мурманска ратовали за то, чтобы «Ермак» стал плавучим музеем истории покорения Арктики, однако несмотря на большое количество приложенных усилий спасти его не удалось.
Спустя два года по заданию архитектора Николая Быстрякова ленинградские мозаист С. А. Николаев и художник Иван Дьяченко выполнили мозаичное панно, которое затем на стене мурманского краеведческого музея смонтировали местные специалисты.
3 ноября 1965 года состоялось открытие памятника, а среди участников мероприятия находились и члены команды ледокола.
До 1997 года памятник официально охранялся государством.

## Описание
Памятник представляет собой ансамбль из мозаичного полотна на стене здания и якоря, расположенного на стилизованном гранитном постаменте.
Мозаичное панно высотой в три этажа выполнено из смальты. На нём изображены ледяные просторы Арктики, по которой прокладывает путь «Ермак».
На постамент водружён трёхтонный якорь с почти пятиметровой цепью, который был снят именно с этого судна.
На уровне около полутора метров от земли в постамент вмонтирована бронзовая табличка с надписью
„Дедушке“ ледокольного флота ордена Ленина ледоколу „Ермак“
В Мурманске был популярен слух о том, что якорь принадлежит вовсе не «Ермаку». Однако развенчать все сомнения помогает след на одной из его «лап», получившей повреждение во время очередного арктического плавания, после которого остался шов.